# 李察·謝佛遜
理察·艾倫·傑佛遜（英語：Richard Allen Jefferson，1980年6月21日—），已退休美國職業籃球運動員，年輕時是著名的扣將，彈跳能力出眾。

## 职业生涯
出生於美國洛杉磯。但高中時期在亞利桑那州生活。
大學時間參與籃球運動，就讀亞利桑那大學。2001年NBA選秀中被休士頓火箭選中，不過他即時與杰森·科林斯及布兰登·阿姆斯特朗一起被送往新澤西網隊以交换埃迪·格里芬。他發揮到全能球員的表現，最終成為了網隊的主力，亦是帶領籃網連續兩年（2002年及2003年）殺入NBA總決賽的主力之一，但可惜均鎩羽而歸。2004年決定與球隊簽署為期6年其7800萬美元合約。
傑佛遜入选了2004年夏季奥林匹克运动会的美国篮球队，協助美國隊奪得一面銅牌。2004－05年球季因傷而缺乏了多場比賽。
2008年6月，傑佛遜被送往密尔沃基雄鹿队，以交换易建联和鲍比·西蒙斯。
2009年賽季後，聖安東尼奧馬刺以布魯斯·包溫、庫特·湯瑪斯、法夫里西奧·奧韋爾托與密爾瓦基公鹿交易他。但是，傑佛遜極度不適應馬刺的體系，在兩年內逐漸被邊緣化後遭到釋出。
2011年之後，傑佛遜輾轉加盟過許多球隊，展開漫長的浪人生涯，加盟過金州勇士隊、猶他爵士隊、達拉斯小牛隊，甚至一度回馬刺半個球季，但都未有過去那樣的表現。
2015年則為了冠軍戒指加盟克里夫蘭騎士隊，擔任勒布朗·詹姆斯的替補。最後亦如願奪得總冠軍並宣布退休，但在隊友及親友勸進之下於勝利巡遊時宣佈再為克里夫蘭騎士隊多打一個球季才退休。生涯最終季在丹佛金塊隊結束，為17年職業生涯劃下句點。

## 外部連結
- NBA profile （页面存档备份，存于）
- ESPN profile （页面存档备份，存于）